# Umm Qirfa
Umm Qirfa, död på 600-talet, var en arabisk beduinkvinna, som ledde den arabiska stammen Banū Fazāra i Wādī al-Qurā. 
Hon var känd för sin opposition mot den muslimske profeten Muhammed. Hon var hustru till Malik ibn Ḥudhayfa ibn Badr al-Fazārī, och beskrivs som en rik och hedrad gammal kvinna. 
Hon ska ha dödats av Zayd ibn Haritha, på Muhammeds order, sedan hennes krigare blivit besegrade av muslimerna. Efter att hon hade fått sina ben bundna till två dromedarer blev hon sliten itu när dessa drevs att röra sig i motsatta riktningar. Hennes avhuggna huvud visades sedan upp på  gatorna i Medina.